# يوبي (جزر البليار)
بلدية يوبي (بالإسبانية: Llubí) هي بلدية تقع في منطقة جزر البليار شرق إسبانيا.

## الديموغرافيا
بلغ عدد سكان بلدية يوبي 2.299 نسمة عام 2011 (وفقاً للمعهد الوطني للإحصاء الإسباني).
| 1.904 | 1.883 | 1.964 | 2.030 | 2.128 | 2.265 | 2.299 |